# Fußball-Ozeanienmeisterschaft der Frauen 1986
Die Fußball-Ozeanienmeisterschaft der Frauen 1986 (engl.: OFC Women's Nations Cup) war die zweite Ausspielung einer ozeanischen Kontinentalmeisterschaft im Frauenfußball und fand in der Zeit vom 29. März bis 5. April 1986 in Christchurch (Neuseeland) statt. Neben Gastgeber Neuseeland, das zusätzlich noch mit einem B-Team vertreten war, da Papua-Neuguinea kurz vor Turnierbeginn zurückzog, nahmen mit Australien und Chinesisch Taipeh wieder nur vier Mannschaften teil. Gespielt wurde in einer einfachen Runde Jeder gegen Jeden. Die zwei erstplatzierten Mannschaften bestritten anschließend das Finale und der Dritt- und Viertplatzierte das Spiel um Platz 3. Sieger wurde Taiwan durch einen 4:1-Finalsieg über Australien.

## Vorrunde
| Pl. | Land              | Sp. | S | U | N | Tore    | Diff. | Punkte |
| --- | ----------------- | --- | - | - | - | ------- | ----- | ------ |
| 1.  | Chinesisch Taipeh | 3   | 3 | 0 | 0 | 004:100 | +3    | 06:0   |
| 2.  | Australien        | 3   | 2 | 0 | 1 | 003:200 | +1    | 04:20  |
| 3.  | Neuseeland        | 3   | 1 | 0 | 2 | 003:300 | ±0    | 02:40  |
| 4.  | Neuseeland B      | 3   | 0 | 0 | 3 | 001:500 | −4    | 0:60   |

|                   |   |                   |           |
| 29. März 1986     |   |                   |           |
| Neuseeland B      | – | Chinesisch Taipeh | 0:1 (0:1) |
| Neuseeland        | – | Australien        | 0:1       |
| 31. März 1986     |   |                   |           |
| Chinesisch Taipeh | – | Australien        | 1:0 (1:0) |
| Neuseeland        | – | Neuseeland B      | 2:0       |
| 2. April 1986     |   |                   |           |
| Neuseeland        | – | Chinesisch Taipeh | 1:2 (1:2) |
| Neuseeland B      | – | Australien        | 1:2       |

## Spiel um Platz 3
|               |   |              |                      |
| 5. April 1986 |   |              |                      |
| Neuseeland    | – | Neuseeland B | 0:0 n. V., 3:1 i. E. |

## Finale
|                   |   |            |           |
| 5. April 1986     |   |            |           |
| Chinesisch Taipeh | – | Australien | 4:1 (0:0) |